# Ville-Marie (miasto)
Ville-Marie – miasto w Kanadzie, w prowincji Quebec, w regionie Abitibi-Témiscamingue i MRC Témiscamingue. Leży nad jeziorem Témiscamingue, blisko granicy z prowincją Ontario.
Ville-Marie jest najstarszym miastem w regionie Abitibi-Témiscamingue. Osadnictwo zaczęło się tutaj w roku 1874, wraz z założeniem misji Oblatów. 13 października 1897 założona zostało wieś Ville-Marie, która status miasta uzyskała dopiero 22 grudnia 1962 roku.
Liczba mieszkańców Ville-Marie wynosi 2 696. Język francuski jest językiem ojczystym dla 98,1%, angielski dla 0,6% mieszkańców (2006).